# アルトゥルス・マスカツ
アルトゥルス・マスカツ(Arturs Maskats)は、ラトビアの作曲家である。
1957年12月20日にラトビア・ソビエト社会主義共和国のヴァルミエラで生まれた。
1996年からラトビア国立歌劇場の芸術監督を務めている。
2003年には、彼の管弦楽曲「Tango」が国際作曲競技会で3位に入賞した。
この曲は2022年にウィーンのシェーンブルン宮殿で行われた夏の夜の演奏会でも披露された。
演奏はウィーン・フィルハーモニー管弦楽団で指揮はアンドリス・ネルソンスだった。

## 作品
- Tango for orchestra[5]
- Opera Valentina[6]